# Bladnoch destilleri
Bladnoch är Skottlands sydligaste whiskydestilleri, beläget i regionen Låglandswhisky. Destilleriet, som producerar whisky av typen single malt, grundades 1817 av bröderna Thomas och John McClelland och var kvar i familjens ägo fram till 1912, dock stoppades produktionen 1905 och destilleriet låg i malpåse till 1911. 
Året därpå köptes destilleriet av Dunville & Co och produktionen var sporadisk fram till 1937 då destilleriet stängdes ned. Efter andra världskriget bytte det ägare ett antal gånger, kopparpannorna såldes till svenska spritmonopolet och användes för att producera Skeppets Whisky i Södertälje.
1956 köptes destilleriet av A. B. Grant och nya pannor installerades. Efter ytterligare några ägarbyten och ett antal år i malpåse (1993-2000) är nu destilleriet åter verksamt, dock med en begränsad produktion.

## Bladnoch destilleris hemsida
- Bladnoch